# Serguéi Borodinov
Serguéi Alexéyevich Borodinov –en ruso, Сергей Алексеевич Бородинов– (9 de septiembre de 1958) es un deportista soviético que compitió en vela en la clase Flying Dutchman. Ganó dos medallas en el Campeonato Mundial de Flying Dutchman, plata en 1987 y bronce en 1983.

## Palmarés internacional
| \| Campeonato Mundial \| Campeonato Mundial \| Campeonato Mundial \| Campeonato Mundial \| \| Año \| Lugar \| Medalla \| Clase \| \| ------------------ \| ------------------ \| ------------------ \| ------------------ \| \| 1983 \| Cagliari (Italia) \| Medalla de bronce \| Flying Dutchman \| \| 1987 \| Kiel (RFA) \| Medalla de plata \| Flying Dutchman \| |                   |                   |                 |
| Campeonato Mundial |                   |                   |                 |
| Año | Lugar             | Medalla           | Clase           |
| 1983 | Cagliari (Italia) | Medalla de bronce | Flying Dutchman |
| 1987 | Kiel (RFA)        | Medalla de plata  | Flying Dutchman |